# Phelipanche daninii
Phelipanche daninii är en snyltrotsväxtart som beskrevs av Domina och Raimondo. Phelipanche daninii ingår i släktet Phelipanche och familjen snyltrotsväxter. Inga underarter finns listade i Catalogue of Life.